# Blachea
Blachea – rodzaj ryb promieniopłetwych z podrodziny Congrinae w obrębie rodziny kongerowatych (Congridae).

## Rozmieszczenie geograficzne
Do rodzaju należą gatunki występujące w wodach Oceanu Spokojnego i Oceanu Indyjskiego.

## Morfologia
Długość ciała do 68,3 cm; brak danych dotyczących masy ciała.

## Systematyka
Rodzaj zdefiniował w 1980 roku para ichtiologów, Niemka Christine Karrer i Amerykanin David G. Smith, w artykule poświęconym nowemu rodzajowi i gatunkowi kongerowatych z Indo-Pacyfiku, opublikowanym w czasopiśmie Copeia. Gatunkiem typowym jest (oryginalne oznaczenie (również monotypowe)) B. xenobranchialis.

### Etymologia
Blachea: Jacques Blache (1922–1994), francuski ichtiolog.

### Podział systematyczny
Do rodzaju należą następujące gatunki:
- Blachea longicaudalis Karmovskaya, 2004
- Blachea xenobranchialis Karrer & Smith, 1980